# Glenea angustelineata
Glenea angustelineata är en skalbaggsart som beskrevs av Maurice Pic 1943. Glenea angustelineata ingår i släktet Glenea och familjen långhorningar. Inga underarter finns listade i Catalogue of Life.